# 川崎ローム斜面崩壊実験事故
座標: 北緯35度36分28.5秒 東経139度33分30.9秒 / 北緯35.607917度 東経139.558583度
川崎ローム斜面崩壊実験事故（かわさきロームしゃめんほうかいじっけんじこ）は、1971年（昭和46年）11月11日、川崎市生田緑地公園内で行われていた斜面崩壊実験中に発生した事故である。
この事故により研究従事者及び報道関係者ら15名が生き埋めとなり死亡した。現在、生田緑地内、川崎市岡本太郎美術館入口脇に慰霊碑が建っている。

## 実験の概要

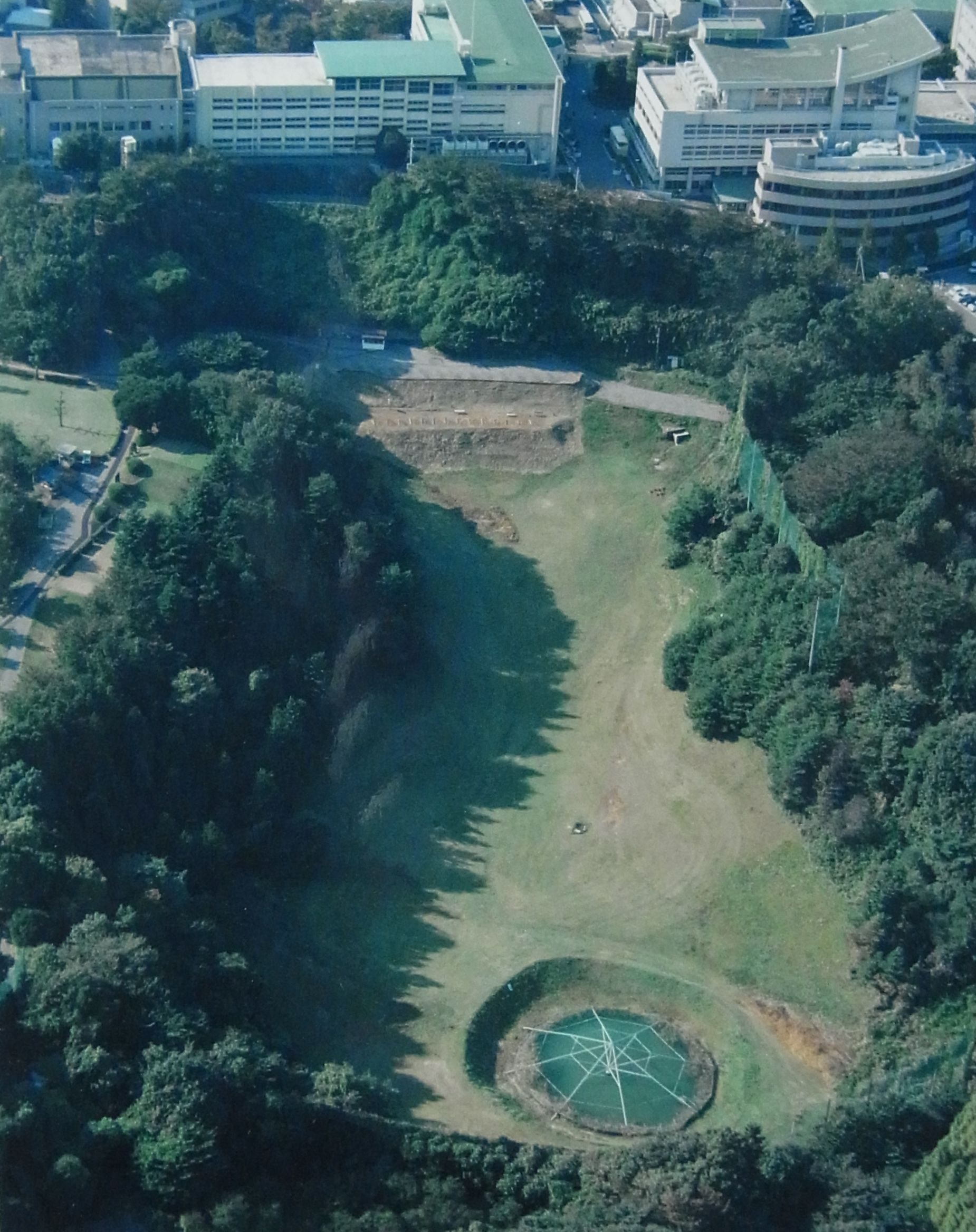
斜面崩壊実験の場所、後にゴルフ練習場となり、現在は川崎市岡本太郎美術館がある（1996年10月撮影）

当時、関東に広がるローム台地におけるがけ崩れのしくみを解明すべく、科学技術庁は昭和44年度から三カ年計画、5500万円の費用で研究（ローム台地における崖くずれに関する総合研究）を進めていた。本実験はその一環であり、四省庁の研究機関（科学技術庁国立防災科学技術センター、通商産業省工業技術院地質調査所、自治省消防庁消防研究所、建設省土木研究所）の協力の下、関東ローム層で構成された台地における斜面崩壊に関する総合研究として行なわれていた。
内容は、生田緑地公園内に設定された試験地において、実際に斜面に散水し降雨を再現することで人工的に斜面崩壊を発生させ、どのくらいの雨量で崩壊が発生するかという基礎データを収集するものであった。
この実験と試験地の選定については、昭和42年度から準備が開始され、横浜市磯子地区、南多摩の造成地、川崎市周辺などが候補にのぼっていたが、1970年（昭和45年）2月18日付で正式に川崎市長から許可を取得して現場が定められた。1971年（昭和46年）6月9日にこの実験計画の承認が行なわれている（決裁は研究調整局長）。
試験地の斜面角度は30度、崩壊予定部の底辺は幅100メートル、観測計器・観測用ビデオカメラの設置場所は斜面最下部から約50メートル離れた箇所、丸太の防護柵の高さは1メートルであった。試験地の両側は木立が茂っており、計測班や報道陣は試験地の側面ではなく、崩落面の正面（流れてくる下側）で計測・記録を行っていた。
現地における予備実験（予備散水）は、4月27日から翌日28日、7月8日から翌日9日、11月4日から翌日6日の合計7日間行なわれ、さらに11月7日には雨が降った。

## 実験の開始と事故の発生

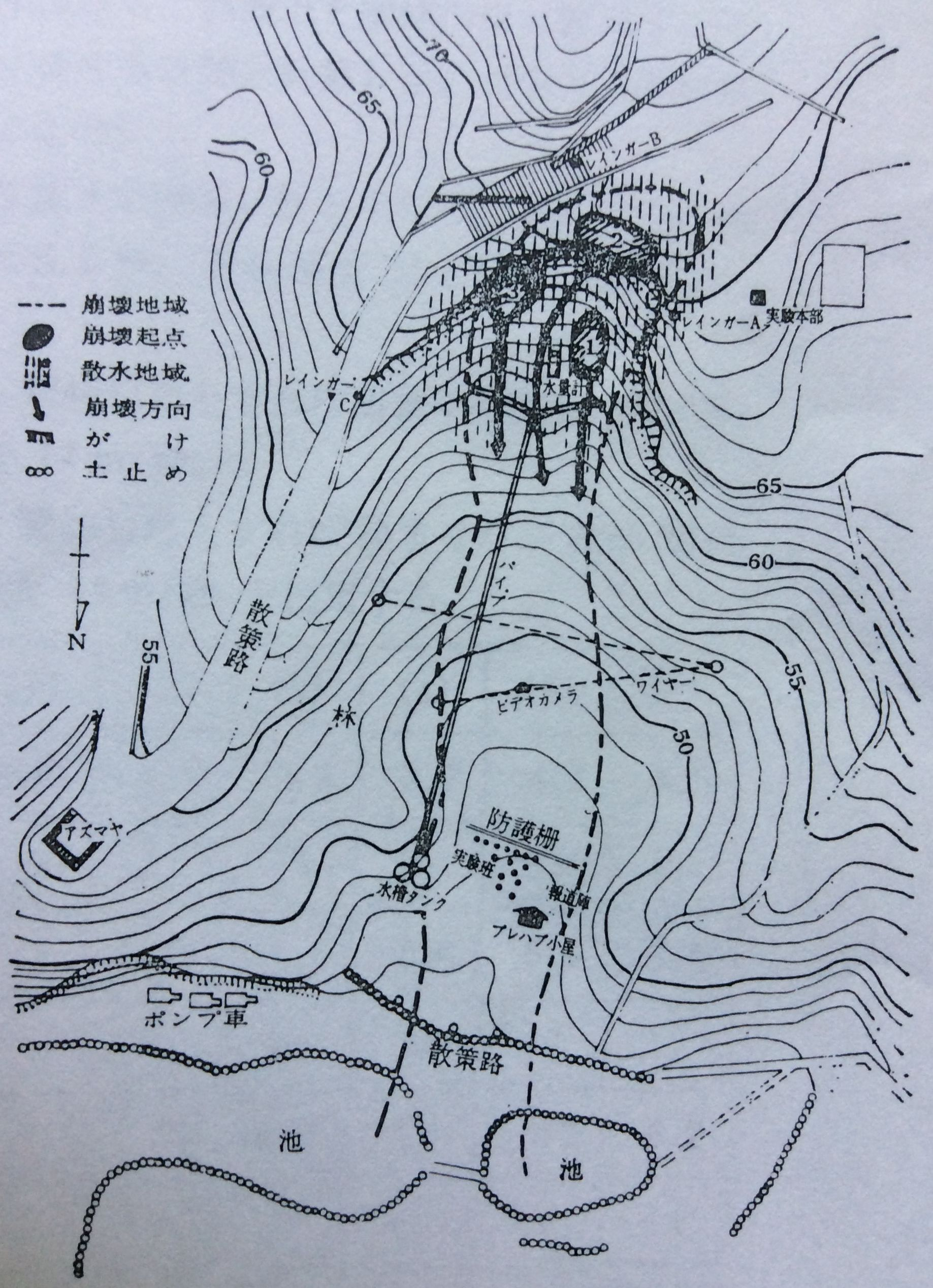
生田緑地、斜面崩壊実験事故現場の平面図

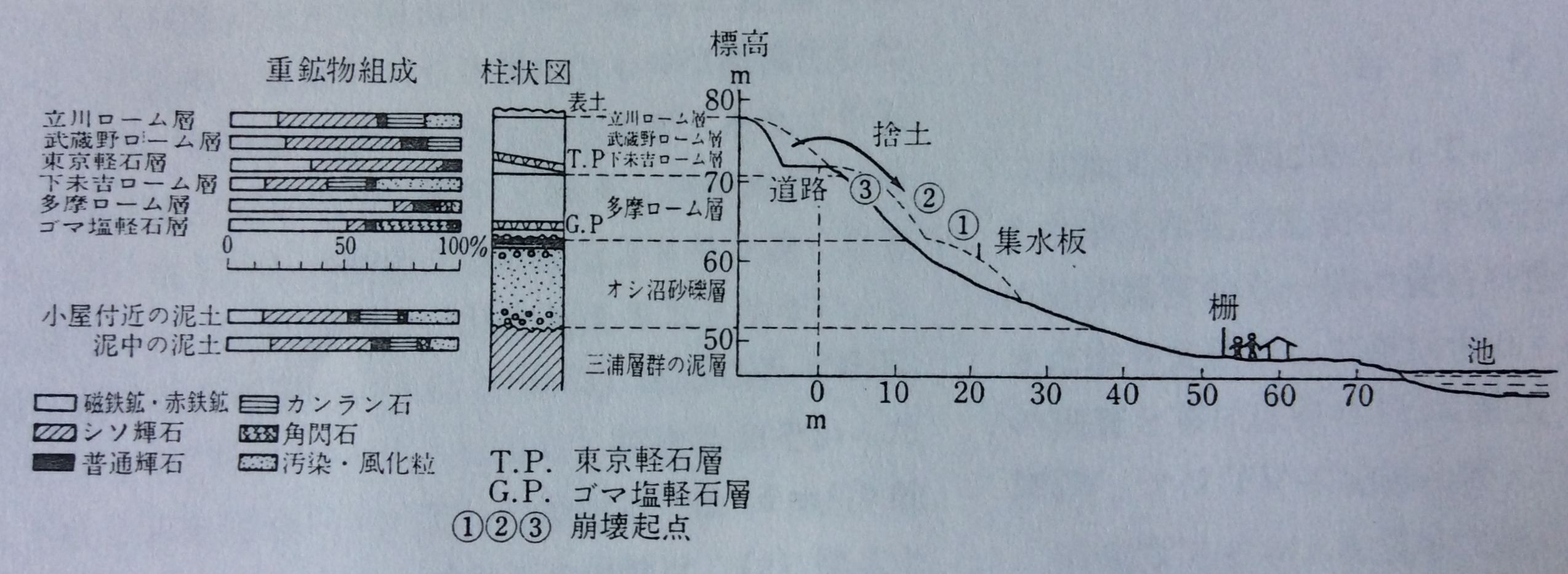
生田緑地、斜面崩壊実験事故現場の崩壊斜面の断面図

1971年11月9日午後3時半から散水を開始し、11月11日15時34分、総雨量（総散水量）が470ミリメートルに達したとき（資料によっては480ミリメートル）、轟音とともに斜面に爆発的な崩壊が発生。崖上部から捨土、ローム層本体、さらに砂礫層の一部が崩落し、泥流となった土砂は防護柵をなぎ倒して崖下55メートルの池にまで到達した。崩壊土砂量は270立方メートルと推定された。崩壊は数波に渡り、第一回目の流下加速度は17メートル毎秒程度と非常に高速であった。
その崩壊の速度及び規模が予想外に大きかったため、実験関係者、報道関係者を含む25名が生き埋めになり、15名（実験関係者11名、報道関係者4名）が死亡、10名が負傷した。
事故の瞬間は死亡したフジテレビの佐武正カメラマンによってカメラが土砂に埋没する最後の一瞬まで撮影されており、同局で放送された。また、日本テレビのカメラマンによっても撮影されており、1971年（昭和46年）11月12日付の読売新聞夕刊に連続写真として掲載されている。

## 原因
この実験に際して、安全対策上の不備、特に
- 報道関係者に対する事前の連絡（警報、退避場所などの指示）が十分でなかった。
- 当日は地元の警察・消防に連絡をしておらず、立ち入り制限等の趣旨が十分徹底していなかった。
- 見学場所の17メートル後方、唯一退避できる方向に池があった。
- 崖崩れの流速について、およそ5秒から6秒程度で一番下のところまで流れてくるという予想が実際には2秒から3秒だった。
- 事前調査として行われたボーリングが深さ3メートルのものを3本行っただけであった。
- ローム層と粘土層との分かれ目（深さ約2.3メートルから2.7メートル）に亀裂が起こっていることが前日にはわかっていた。

などの点が挙げられている。
最初に崩壊した土砂は、丘頂部付近の固結度の低い二次堆積物で1958年（昭和33年）狩野川台風の際に崩壊・堆積した二次ロームと道路の拡張に伴いすてられた盛り土であったと報告されている。

## 刑事裁判
この事故では実験関係者ら2人が業務上過失致死傷罪で起訴されたが、事故から16年後の1987年（昭和62年）3月27日、横浜地方裁判所は「当時の学問水準では事故の危険性を予測することは不可能だった」などとして、2被告人をいずれも無罪とする判決を言い渡した。横浜地方検察庁は控訴を断念。審級で無罪が確定した。

## 関連書籍
- 黒沼稔「科学技術庁のローム斜面崩壊実験事故と地方自治体--川崎市の事故調査対策委員会報告書を中心として」『自治研究』第48巻第6号、良書普及会、1972年6月、97-116頁、ISSN 02875209、NAID 40001553139。